# Wallonie D'Abord
Wallonie D'Abord (WDB) was een Waalse en rechts-regionalistische politieke partij. Voorzitter was Juan Lemmens.

## Geschiedenis
De partij werd medio 2008 opgericht, nadat enkele dissidenten zich hadden afgescheurd van het Force Nationale (dat op zich al een scheurlijst was van het toenmalige Front National), onder leiding van oud-senator Francis Detraux. Tijdens de regionale en Europese verkiezingen van 2009 presenteerde de partij zich voor het eerst aan de kiezer.
Ook aan de federale verkiezingen van 2010 werd deelgenomen. In alle Waalse kieskringen én Brussel-Halle-Vilvoorde diende de partij een lijst in. Het beste resultaat werd behaald in de kieskring Henegouwen, met 1,91%. Op rijksniveau behaalde de partij 0,56% van de stemmen voor de Kamer en 0,96% voor de Senaat. In 2012 kende de partij een korte bloeiperiode in de peilingen.

## Programma
Als scheurlijst van het Force Nationale is het programma van Wallonie D'Abord uitgesproken rechts en anti-Vlaams. De partij verdedigt de belangen van de Franse gemeenschap, en in tegenstelling tot de meeste (extreem)rechtse formaties in Franstalig België, ijvert men voor een confederaal staatsmodel, waarbij Vlaanderen en Wallonië slechts op een beperkt aantal domeinen nog samenwerken. Ook streeft Wallonie D'Abord naar een hechte band tussen Wallonië en de Brusselse Franstaligen en naar verregaande faciliteiten voor Franstaligen in Halle-Vilvoorde